# Nam Xuân
Nam Xuân là một xã thuộc tỉnh Thanh Hóa, Việt Nam.
Được thành lập ngày 16 tháng 6 năm 2025 trên cơ sở các xã Nam Tiến, Nam Xuân của huyện Quan Hóa, xã Nam Xuân chính thức hoạt động từ ngày 1 tháng 7 năm 2025.

## Địa lý
Xã Nam Xuân nằm ở vùng cao phía tây bắc tỉnh Thanh Hóa, có vị trí địa lý:
- Phía bắc giáp xã Phú Xuân
- Phía tây bắc giáp các xã Phú Lệ, Hiền Kiệt
- Phía tây và tây nam giáp xã Thiên Phủ
- Phía đông nam giáp các xã Trung Hạ, Hồi Xuân.

Xã Nam Xuân có diện tích tự nhiên 131,40 km², quy mô dân số năm 2024 là 5.852 người, mật độ dân số đạt 45 người/km².

## Lịch sử
Địa bàn hiện nay của xã Nam Xuân sau năm 1954 tương ứng với các phần phía đông và phía bắc của xã Nam Động thuộc huyện Quan Hóa.
Ngày 13 tháng 4 năm 1966, Bộ Nội vụ ban hành Quyết định số 98-NV; xã Nam Động được chia thành 3 xã Nam Động, Nam Tiến, Nam Xuân. Địa bàn hiện nay của xã Nam Xuân tương ứng với các xã Nam Tiến, Nam Xuân khi ấy.
Năm 2018, các xã Nam Tiến có 13 bản, xã Nam Xuân có 6 bản. Ngày 11 tháng 7 cùng năm, Hội đồng nhân dân tỉnh Thanh Hóa khóa XVII thông qua Nghị quyết về việc sắp xếp thôn, tổ dân phố trên địa bàn tỉnh. Theo đó:
- Xã Nam Tiến: nhập các bản Cốc 1 và Cốc 2 thành bản Cốc, nhập các bản Ken 1 và Ken 2 thành bản Ken, nhập các bản Khang 1 và Khang 2 thành bản Khang, nhập bản Tiến Lập vào bản Phố Mới;
- Xã Nam Xuân: nhập các bản Na Cốc và Na Lặc thành bản Bút Xuân.

Sau sắp xếp, xã Nam Tiến còn 9 bản, xã Nam Xuân còn 5 bản.
Ngày 16 tháng 6 năm 2025, huyện Quan Hóa bị giải thể do bỏ cấp huyện; xã Nam Xuân được thành lập theo Nghị quyết số 1686/NQ-UBTVQH15 của Ủy ban Thường vụ Quốc hội trên cơ sở sáp nhập toàn bộ diện tích tự nhiên và quy mô dân số của 2 xã Nam Tiến, Nam Xuân. Xã này chính thức hoạt động từ ngày 1 tháng 7 năm 2025, là đơn vị hành chính trực thuộc tỉnh Thanh Hóa.

## Hành chính
Xã Nam Xuân có 14 bản. Dưới đây là danh sách các bản theo địa giới từng xã cũ:
| Mã    | Tên xã   | Hành chính | Hành chính                                          |
| Mã    | Tên xã   | Số lượng   | Danh sách                                           |
| ----- | -------- | ---------- | --------------------------------------------------- |
| 14902 | Nam Tiến | 9 bản      | Cốc, Cốc 3, Cua, Cụm, Ken, Khang, Lếp, Ngà, Phố Mới |
| 14914 | Nam Xuân | 5 bản      | Bút, Bút Xuân, Đun Pù, Khuông, Nam Tân              |